# Catadelphus ochraceus
Catadelphus ochraceus är en stekelart som beskrevs av Heinrich 1962. Catadelphus ochraceus ingår i släktet Catadelphus och familjen brokparasitsteklar. Inga underarter finns listade.